# Umberto Savoia
Umberto Savoia (Rovereto, 6 maggio 1933 – Rovereto, 6 ottobre 2006) è stato un pittore italiano.
Nato a Rovereto, si diploma al Liceo artistico di Venezia e dal 1958 si dedica all'insegnamento delle materie artistiche che porterà avanti fino al 1981, anno in cui conclude la sua attività di insegnante al Liceo Scientifico Sperimentale di Rovereto.
Espone per la prima volta a Verona, alla Galleria Ferrari, nel 1959, presentato in catalogo da Remo Wolf e, nello stesso anno, alla collettiva "Artisti Trentini 1959" presso la Camera di Commercio di Trento. La sua pittura, sin dagli esordi, si connota d'una grande abilità di ricerca pittorica, di una libera interpretazione formale che traduce in forme dinamiche la figura, e colta nell'empatia spirituale che mostra il volto, il pathos del soggetto.
Nel 1961 vince il premio Avezzano e nel 1963 è invece la volta della mostra alla Camera di Commercio di Trento, con la presentazione di Franco Rella: "I suoi quadri sono finestre sulla vita".
In quegli anni il lavoro di Savoia diverrà un punto di riferimento per molti giovani artisti trentini di allora. Fino al 1967 Savoia partecipa attivamente al gruppo di artisti della galleria Ferrari di Verona. Nel 1971 si presenta a Rovereto, alla Galleria Pancheri, assieme a Maria Stoffella e Piergiorgio Trotto. Nel 1978 tiene una mostra personale alla galleria Loreto, seguita nel 1981 dalla partecipazione alla rassegna "Proposte per una collezione", tenuta al Casinò di Arco, e dalla personale del 1982 alla Galleria Improvvisazione Prima, di Trento. Nel 1987 è la volta di una personale a Palazzo Todeschi a Rovereto e, nel 1988, è presente alla rassegna collettiva "Situazioni. Arte in Trentino dal 1945". Nel 1995 tiene una personale al Palazzo della Regione e quindi al Mart che lo propone nell'Archivio del '900 e dedicando all'artista uno studio monografico. Nello stesso anno è presente alla mostra "Correnti & Arcipelaghi" tenuta a Castel Ivano.
Umberto Savoia si impegnò anche in politica: fu il primo consigliere Verde d'Italia e consigliere comunale di Rovereto. Contribuì alla nascita dell'Istituto Fortunato Depero confrontandosi con Tania Gobbett (1967), promotrice Dolomiti fassane Unesco nel 1994 e che nel 1985 portava l'esperienza di studio vissuta a Londra e in particolare l'interesse per l'incisione grafica, l'arazzo, la fotografia, l'evoluzione del computer.
A lui si deve la proposta della realizzazione a Rovereto della sede di quello che sarebbe divenuto il Museo d'arte moderna e contemporanea di Trento e Rovereto (MART).
"Faccio ricerca, sempre, anche adesso che ho superato i 70 anni". Poche lapidarie parole attraverso le quali l'artista Umberto Savoia descrive se stesso.
Umberto Savoia visse lontano dal protagonismo esasperato. La città di Rovereto, il 14 gennaio 2017, gli ha dedicato la piazza del Mart e ha fortemente voluto una quadreria nella sua Biblioteca.